# فليكن الله في عون الطفل
فليكن الله في عون الطفل هي الرواية الحادية عشرة للكاتبة الأمريكية توني موريسون. أُصدرت أخبار الكتاب، بالإضافة إلى العنوان والجملة الافتتاحية، في ديسمبر 2014. عنوان الرواية الأصلي، المفضل من قبل موريسون نفسها، هو العقاب الإلهي للأطفال.، ترجمتها إلى العربية بثينة الإبراهيم عن دار أثر سنة 2016

## الإعلان
في 9 فبراير 2015، نشرت مجلة «ذا نيو يوركر» مقتطفات من العمل تحت عنوان «سويتنس».
نُشر كتاب «فليكن الله في عون الطفل» لأول مرة بواسطة ألفريد إيه. كنوبف في 30 أبريل 2015.

## الحبكة
برايد فتاة صغيرة ذات بشرة سوداء اللون بشدة مهملة تتعرض لسوء المعاملة من قبل الوالدين ذوي البشرة الفاتحة اللذين يخجلان منها. لولا آن بريدويل، التي تطلق على نفسها اسم «برايد»، جميلة السواد، من الفتيات اللاتي يلفتن الأنظار أينما ذهبن. طويلة وأنيقة وتلبس الفساتين البيضاء فقط، كونها الأفضل لعكس جمالها.
لم تدرك برايد دائمًا جمالها أو كيف تتظاهر به. عندما كانت طفلة، عاقبتها والدتها سويتنس بسبب بشرتها الداكنة، وأنهت زواجها. لم يستطع لويس زوج سويتنس أن يحب طفلًا ذا بشرة داكنة لدرجة برايد. تخبرنا سويتنس: «قضينا ثلاث سنوات جيدة، لكن عندما وُلدَت، لامني وعامل لولا آن كأنها غريبة، بل أكثر من ذلك، كعدّوة». وفي الوقت نفسه، أصرت والدتها على أن تناديها طفلتها باسم «سويتنس» بدلاً من أي شيء أمومي.
كبرت برايد دون حب أو حنان أو عاطفة أو اعتذار. من الواضح أن سويتنس رأت نفسها تحمي طفلتها من عالم سيكون أكثر ميلًا إلى معاقبة برايد بسبب بشرتها الداكنة. وبينما تعتذر سويتنس عن بشرة طفلتها الداكنة، إلا أنها لا تعتذر عن كيفية رؤيتها للعالم وتربيتها لطفلتها، قائلة: «ربما يظن البعض أنه من السيئ أن نصنّف أنفسنا إلى مجموعات حسب لون البشرة -الأفتح، الأفضل- في النوادي الاجتماعية والأحياء والكنائس والنوادي النسائية وحتى المدارس الملونة. لكن كيف يمكننا بطريقة أخرى أن نتمسك بالقليل من الكرامة؟» هذا ما يجعل من الصعب الحكم على خيارات سويتنس. كان عليها القيام بالأمر الصحيح، ولكن من الواضح بشكل مؤلم أن خياراتها صيغت بواقع يكون فيه المرء أسود اللون في عالم أبيضَ كلما كانت بشرتك فيه أكثر بياضًا، ازددت أفضلية.
كبرت حاملة هذا الرفض في قلبها، وقررت أن تستثمر جمالها الجسدي وأناقتها لتخلق لنفسها مكانة اجتماعية، فتنجح في مجال مستحضرات التجميل وتبني صورة امرأة قوية ومتحررة. لكن هذه الصورة تنهار حين يهجرها حبيبها بوكر بلا تفسير، فتنطلق في رحلة بحث عنه، لتكتشف عبرها هشاشتها الداخلية والجروح العميقة التي خلفها حرمان الطفولة من الحب والقبول. الرواية تتناول أيضًا شخصيات أخرى تعاني من آثار العنف الجنسي والإهمال الأسري، مما يُبرز كيف أن الألم المتجذّر في الطفولة يظل حاضرًا في حياة الكبار.

## القضية الأساسية
تتمحور الرواية حول قضية العنصرية داخل نفس العرق، من خلال شخصية برايد (لولا آن برايدويل)، التي وُلدت ببشرة "سوداء فاحمة" في عائلة ذات بشرة فاتحة نسبيًا. وتتجلى هذه العنصرية الداخلية في رفض الطفلة السوداء من والديها، وحرمانها من الحب، وخجلهما منها، وكأن لون بشرتها سيجلب لهما العار. وبسبب اللون وجدت برايد نفسها تسعى إلى تعويض اللون بالجمال، واستطاعت أن تبني لنفسها شخصية ناجحة من الظاهر لكنها هشة من الداخل. وتتجلى أيضا في ممارسة السود عنصرية ضد أنفسهم، ضد بعضهم البعض، حين يُقاس الجمال والقيمة بمدى قرب لون البشرة من "المعايير البيضاء". وتمتد هذه العنصرية إلى كل تفاصيل الحياة اليومية في المدرسة وفي العمل وفي العلاقة مع الآخرين

## الأسلوب
توظف توني موريسون أسلوبًا سرديًا متعدد الأصوات، أي أن السرد لا يصدر من راوٍ واحد فقط، بل يُروى من وجهات نظر مختلفة، مما يعذي للرواية عمقًا نفسيًا وإنسانيًا ويجعل القارئ يرى القصة من زوايا متعددة:
1. صوت "سويتنس" (الأم)

- تتكلم بصيغة المتكلم ("أنا")، وتُبرر قسوتها على ابنتها. وخلال ذلك تسرد أوضاع أسرتها وعلاقتها بزوجها قبل ميلاد الطفلة وبعد ميلادها، واستنكارها للون طفلتها، وكيفية تربيتها على انخفاض الرأس لتحظى بالقبول، لا لتتميز.
- تُمثل صوت الجيل القديم الذي تربّى على الخوف من اللون الداكن وضرورة "التكيف" مع معايير البيض، وفي ذلك ممارسة العنصرية على نفسها وعلى ابنتها.

"كان عليّ أن أحميها من العالم، ومن نفسها، وما كنت لأدللها لأجل سوادها."
2. صوت "برايد" (الابنة)
- تسرد أيضًا بصيغة المتكلم، وتشارك أفكارها ومشاعرها وتجربتها مع الرفض.
- صوتها يعكس الطفلة المجروحة والمرأة التي تبحث عن ذاتها لتحقيق كرامتها. لا أذكر أن أحدًا لمسني بحنان وأنا صغيرة، كنت أفكر أنني غير مرئيةوهناك أصوات أخرى مثل صوت بوكر، ويتكلم هو الآخر بضمير المتكلم ليقدم وجهة نظره ويعبر عن ألمه وصدماته.

## روابط خارجية
- فليكن الله في عون الطفل على موقع الموسوعة البريطانية (الإنجليزية)